# サンプラザ市原
サンプラザ市原（さんぷらざいちはら、Sunplaza Ichihara）は、千葉県市原市にある公共複合施設。

## 施設概要
地上69m、地上12階、地下2階建ての高層ビル。「市原のシンボル」と呼ばれ、多目的ホール、温水プール、フィットネスジム、レストランなどがある。なお、2階部分からJR五井駅へのデッキがつながっており、そのデッキの駅側にはエレベーターが設置されている。
その他の館内施設
- 五井駅西口第一自転車駐車場（地下1F・地下2F）
- 立体駐車場（1F西側道路脇）
- JEF BOX（1F）
- 市原市観光協会（観光案内所）（1F）
- プラザホール（2F）
- 市原市役所五井支所（2F） - 2013年（平成25年）5月7日移転[5]
- 市原市消費生活センター（2F） - 2013年（平成25年）5月7日移転[5]
- 応接室、会議室（7F）
- コミュニティルームA、コミュニティルームB（8F）
- 和室、研修室、会議室（9F・10F）
- 生涯学習センター（10F）
- 特別会議室A、特別会議室B、特別応接室（11F）